# Simferopol
Simferopol (/ˌsɪmfəˈroʊpəl/; tiếng Ukraina: Сімферополь; tiếng Nga: Симферополь; tiếng Hy Lạp: Συμφερόπολις, Simferopolis, tiếng Tatar Krym: Aqmescit, nghĩa là "thánh đường trắng") là một thành phố nằm trong Bán đảo Krym. Đây là thủ đô của Cộng hòa Krym của Nga, đồng thời cũng là thủ đô của Cộng hòa Tự trị Krym trên danh nghĩa thuộc Ukraina.
Crimea đang ở tình trạng tranh chấp giữa Nga và Ukraine, là kết quả của cuộc bỏ phiếu năm 2014 để gia nhập Nga được tổ chức trong cuộc can thiệp quân sự của Nga, và việc sáp nhập Crimea do Liên bang Nga thực hiện sau đó.
Thành phố này là trung tâm chính trị, kinh tế, giao thông của bán đảo. Thành phố Simferopol có diện tích 107 km2, dân số theo điều tra vào năm 2014 là 332.317 người.

## Khí hậu
| Dữ liệu khí hậu của Simferopol          | Dữ liệu khí hậu của Simferopol | Dữ liệu khí hậu của Simferopol | Dữ liệu khí hậu của Simferopol | Dữ liệu khí hậu của Simferopol | Dữ liệu khí hậu của Simferopol | Dữ liệu khí hậu của Simferopol | Dữ liệu khí hậu của Simferopol | Dữ liệu khí hậu của Simferopol | Dữ liệu khí hậu của Simferopol | Dữ liệu khí hậu của Simferopol | Dữ liệu khí hậu của Simferopol | Dữ liệu khí hậu của Simferopol | Dữ liệu khí hậu của Simferopol |
| Tháng                                   | 1                              | 2                              | 3                              | 4                              | 5                              | 6                              | 7                              | 8                              | 9                              | 10                             | 11                             | 12                             | Năm                            |
| --------------------------------------- | ------------------------------ | ------------------------------ | ------------------------------ | ------------------------------ | ------------------------------ | ------------------------------ | ------------------------------ | ------------------------------ | ------------------------------ | ------------------------------ | ------------------------------ | ------------------------------ | ------------------------------ |
| Cao kỉ lục °C (°F)                      | 20.4 (68.7)                    | 21.9 (71.4)                    | 28.7 (83.7)                    | 31.5 (88.7)                    | 34.2 (93.6)                    | 37.7 (99.9)                    | 39.3 (102.7)                   | 39.5 (103.1)                   | 37.2 (99.0)                    | 33.3 (91.9)                    | 28.0 (82.4)                    | 25.4 (77.7)                    | 39.5 (103.1)                   |
| Trung bình ngày tối đa °C (°F)          | 3.9 (39.0)                     | 4.7 (40.5)                     | 9.1 (48.4)                     | 15.9 (60.6)                    | 21.4 (70.5)                    | 25.7 (78.3)                    | 28.9 (84.0)                    | 28.7 (83.7)                    | 23.1 (73.6)                    | 17.0 (62.6)                    | 10.4 (50.7)                    | 5.6 (42.1)                     | 16.2 (61.2)                    |
| Trung bình ngày °C (°F)                 | 0.2 (32.4)                     | 0.4 (32.7)                     | 3.9 (39.0)                     | 9.9 (49.8)                     | 15.1 (59.2)                    | 19.5 (67.1)                    | 22.3 (72.1)                    | 22.0 (71.6)                    | 16.9 (62.4)                    | 11.3 (52.3)                    | 5.8 (42.4)                     | 2.0 (35.6)                     | 10.8 (51.4)                    |
| Tối thiểu trung bình ngày °C (°F)       | −2.9 (26.8)                    | −3.2 (26.2)                    | −0.2 (31.6)                    | 4.8 (40.6)                     | 9.5 (49.1)                     | 13.9 (57.0)                    | 16.5 (61.7)                    | 16.1 (61.0)                    | 11.6 (52.9)                    | 6.8 (44.2)                     | 2.2 (36.0)                     | −1.1 (30.0)                    | 6.2 (43.2)                     |
| Thấp kỉ lục °C (°F)                     | −26.0 (−14.8)                  | −30.3 (−22.5)                  | −18.4 (−1.1)                   | −11.1 (12.0)                   | −8.4 (16.9)                    | 0.7 (33.3)                     | 3.6 (38.5)                     | 3.8 (38.8)                     | −5.1 (22.8)                    | −11.4 (11.5)                   | −21.7 (−7.1)                   | −23.2 (−9.8)                   | −30.3 (−22.5)                  |
| Lượng Giáng thủy trung bình mm (inches) | 39 (1.5)                       | 36 (1.4)                       | 37 (1.5)                       | 34 (1.3)                       | 34 (1.3)                       | 58 (2.3)                       | 47 (1.9)                       | 52 (2.0)                       | 42 (1.7)                       | 42 (1.7)                       | 49 (1.9)                       | 45 (1.8)                       | 515 (20.3)                     |
| Số ngày mưa trung bình                  | 12                             | 11                             | 11                             | 11                             | 10                             | 11                             | 8                              | 7                              | 10                             | 11                             | 13                             | 14                             | 129                            |
| Số ngày tuyết rơi trung bình            | 11                             | 11                             | 7                              | 1                              | 0                              | 0                              | 0                              | 0                              | 0                              | 1                              | 4                              | 9                              | 44                             |
| Độ ẩm tương đối trung bình (%)          | 85                             | 81                             | 76                             | 69                             | 68                             | 67                             | 63                             | 63                             | 69                             | 76                             | 82                             | 84                             | 74                             |
| Số giờ nắng trung bình tháng            | 88                             | 100                            | 164                            | 211                            | 282                            | 314                            | 341                            | 316                            | 261                            | 204                            | 114                            | 75                             | 2.470                          |
| Nguồn 1: Pogoda.ru.net                  |                                |                                |                                |                                |                                |                                |                                |                                |                                |                                |                                |                                |                                |
| Nguồn 2: NOAA (nắng 1961–1990)          |                                |                                |                                |                                |                                |                                |                                |                                |                                |                                |                                |                                |                                |